# Ernst Christoph von Nassau
Ernst Christoph von Nassau (* 1686 in Hartmannsdorf bei Glogau; † 19. November 1755 in Sagan) war ein preußischer Generalleutnant und Ritter des Schwarzen Adlerordens.

## Familie
Ernst Christoph von Nassau entstammt einer schlesischen Familie aus dem Haus Hartmannsdorf bei Glogau. Das Anwesen wurde 1600 von seinem Großvater Ernst von Nassau gekauft. Sein Sohn Christoph Erdmann (1722–1752) war schon mit ihm in sächsischen Diensten als Kornett und starb als sein Generaladjutant und preußischer Hauptmann. Mit ihm erlosch diese Linie wieder.
Nach dem Tode seiner Frau lebte Ernst Christoph mit der Witwe eines Wachtmeisters seines Regiments, Maria Elisabeth Biebisch, zusammen, mit der er drei Kinder hatte: Anna Francisca Caroline, Georg Ernst Christoph (* 1747) und Fridrich Joseph Alexander (* 1748/49). Die Söhne wurden durch das Legitimationspatent vom 5. Februar 1787 legitimiert (= in den Adelsstand erhoben). Die Tochter war zu diesem Zeitpunkt bereits verstorben. In Kraft trat dieses Patent aber erst 1804 für die, damals noch lebenden, Enkel, den Leutnant Joseph Ludwig August und die Enkelin Elisabeth Cecilie, verehelichte von Schmigelski. Der dritte Enkel, Anton, war desertiert und wurde daher von der Standeserhöhung ausdrücklich ausgeschlossen. Beigesetzt wurde der Generalleutnant Ernst Christoph neben seiner Frau in der evangelischen Dreifaltigkeitskirche zu Sagan, von der aber nur der Turmstumpf den Zweiten Weltkrieg überstand. Ernst Christoph hatte mindestens zwei Brüder.

## Leben
Nach seiner Studienzeit ging Nassau freiwillig in die Preußische Armee. Er kämpfte mit ihr in Flandern und Brabant. Danach wechselte er in hessische Dienste, musste die aber wieder verlassen, da er sich auf ein Duell eingelassen hatte.
Er war danach in der kursächsischen Armee. Er wurde Major und bekam die Freikompanie des Grafen Promnitz zu Sorau. Schon bald wurden seine Talente erkannt und er wurde Oberstleutnant der Kavallerie, sowie General- und Gouverneursadjutant in Dresden, wo er dem Feldmarschall von Wackerbarth zugeteilt war. Diese machte ihn schon bald zu seinem Generaladjutanten und beförderte ihn zum Oberst der Kavallerie. Dazu bekam er die Erlaubnis ein eigenes Kürassier-Regiment aufstellen zu dürfen und dabei aus allen Kürassier- und Dragoner-Regimentern zu rekrutieren.
Bei der Aufstellung des Regiments wurden nur Holsteiner Pferde verwendet und alle Soldaten waren mit blank polierten Kürassen ausgestattet. So entstand eines der prächtigsten sächsischen Regimenter. Es wurde beim Rheinfeldzug und im Krieg in Polen eingesetzt. Nach dem Tod von August II. von Sachsen kam es zwischen ihm und den Ministern Brühl und Sulkowski zum Streit um die Zukunft der Armee. Daraufhin beantragte er seine Entlassung und erhielt sie auch.
Der preußische König Friedrich der Große nahm ihn gerne auf. Er ernannte Nassau zum Generalmajor, durfte ein Dragoner-Regiment aufstellen (Dragoner-Regiment Nr. XI) und sich dabei bei preußischen und sächsischen Offizieren bedienen. Zudem erhielt er zehn Taler für jeden Mann, den er anwerben wollte. Nassau warb dabei sehr erfolgreich in Sachsen, so dass er bin kürzester Zeit sein Regiment zusammen hatte. Schon nach drei Monaten hatte er ein Bataillon mit fünf Eskadron zusammen und ein zweites war im Aufbau begriffen. Allerdings standen noch keine Pferde zur Verfügung, dennoch wurde es in das Lager bei Strehlen befohlen, wo es unter den Oberbefehl von Feldmarschall von Schwerin kam.
Im Ersten Schlesischen Krieg kämpfte das Regiment in Schlesien, Böhmen und Mähren. Er war bei der Belagerung von Neisse und der Eroberung von Olmütz dabei. Zudem konnte es sich bei den Kämpfen in Oberschlesien auszeichnen.
Im Zweiten Schlesischen Krieg war sein Regiment die Vorhut der Armee des Fürsten Moritz von Anhalt-Dessau. Der König war sehr zufrieden und so bekam der General nach der Eroberung von Prag 1744 ein Korps von 8000 bis 10.000 Mann mit denen er die Umgebung sichern und die dortigen Befestigen besetzen sollte. So besetzte er am 21. September 1745 Tabor, am 24. September 1745 Budweis und am 1. Oktober 1745 Frauenberg. So war er 4. Oktober wieder in Wodnian bei der Hauptarmee. Nachdem die Preußen sich unter dem General Einsiedel aus Prag zurückziehen mussten, sollte er zunächst Kolin besetzen und so den Nachschub sichern und sich später mit ihm bei Marklissa treffen. Ihm gelang der Rückzug durch die feindlich Linien von Kollin bis nach Königgrätz (24. November), wo der König mit seiner Armee eingeschlossen war. Friedrich II. war hocherfreut, ihn zu sehen, zumal der Rückzug von Prag katastrophale Verluste bedeutete. Dafür wurde er zum Ritter des Schwarzen Adlerordens ernannt
In der Schlacht bei Hohenfriedberg kommandierte er den linken Flügel und konnte viel zum Sieg beitragen. Danach bekam er wieder ein Korps aus 8000 Mann und wurde nach Schlesien geschickt, wo er gegen ungarische Truppen kämpfte. Er eroberte die Festung Cosel und nahm die Besatzung von 3000 Mann gefangen. Zudem besetzte er Patschkau, Neustadt, Klein Glogau, Löbschütz, Jägerndorf, Troppau und Oderberg. Dabei besiegte er das Dragoner-Regiment Sachsen-Gotha und eroberte drei Standarten, sowie das Regiment Philibert, das eine Standarte verlor. So konnte er bis zum Ende des Krieges in den Winterquartieren in Frankenstein bleiben.
Für sein erfolgreiches Vorgehen wurde er 1744 zum Generalleutnant befördert. Zudem wurde er am 5. März 1746 in den preußischen Grafenstand erhoben und bekam er vom König eine goldene Tabaktiere mit einem persönlichen Dankschreiben.
Für sein Wirken wurde sein Name 1851 auf einer der Ehrentafeln am Reiterstandbild Friedrichs des Großen verewigt.

## Werke
Über seine Erlebnisse während des Zweiten Schlesischen Krieges hat er Tagebuch geführt. Das wurde nach seinem Tod veröffentlicht:
- Beitrag zur Geschichte des zweiten Schlesischen Krieges, aus den Papieren des Gen.-Lieut. von Nassau. 1780.[2]